# Pogorzel (przystanek kolejowy)
Pogorzel – nieczynny przystanek kolejowy w Pogorzeli, w gminie Gołdap, w województwie warmińsko-mazurskim, w Polsce.